# 15530 Kuber
15530 Kuber eller 2000 AV98 är en asteroid i huvudbältet som upptäcktes den 5 januari 2000 av LINEAR i Socorro County, New Mexico. Den är uppkallad efter Catharine M. Kuber.